# Streptocephalus propinquus
Streptocephalus propinquus är en kräftdjursart som beskrevs av Brady 1916. Streptocephalus propinquus ingår i släktet Streptocephalus och familjen Streptocephalidae. Inga underarter finns listade i Catalogue of Life.